# Tremblay (Ille-et-Vilaine)
Tremblay (bretonsky Kreneg) je bývalá obec v departementu Ille-et-Vilaine v Bretani v severozápadní Francii. Dne 1. ledna 2019 byla společně s několika dalšími obcemi (Antrain, La Fontenelle a Saint-Ouen-la-Rouërie) sloučena do nového sídla s názvem Val-Couesnon.

## Významné osobnosti
- René Louiche Desfontaines (1750–1833), botanik

## Vývoj počtu obyvatel
Obyvatelé obce jsou ve francouzštině nazýváni tremblaisiens.